# Lawrence Durrell
Lawrence Durrell (Darjiling, Indija, 27. veljače 1912. – Sommière, Francuska, 7. studenog 1990.), angloirski književnik 
Rođen je u Indiji, školovan u Engleskoj. Mnogo je putovao. Pisac je širokog interesa, iskustva i kulture. Autor je drama, pjesama, putopisa, eseja i posebno romana, i to čuvene tetralogije "Aleksandrijski kvartet", koji je višeslojna studija o ljubavi, istančanog i bogatog izraza, pisana u tehnici mijenjanja perspektive.

## Djela
- "Crna knjiga",
- "Gradovi",
- "Poljane i ljudi",
- "Drvo dokolice",
- "Sapho",
- "Bijeli orlovi nad Srbijom",
- "Aleksandrijski kvartet" (sastoji se od četiri romana: "Justine", "Balthazar", Mountolive i "Clea").